# Statue de la Brabançonne
La statue de la Brabançonne est une statue située sur la place Surlet de Chokier à Bruxelles, capitale de la Belgique, et qui a été érigée à la gloire de l'hymne national de la Belgique en 1930, exactement un siècle après la révolution belge.

## Localisation
La statue se dresse au centre de la place Surlet de Chokier, à la périphérie du quartier des Libertés, ancien quartier Notre-Dame-aux-Neiges redessiné à partir de 1874 par l'architecte Antoine Mennessier et dédié à la glorification de la révolution belge et des libertés constitutionnelles.
On trouve en effet dans ce quartier :
- la rue de la Révolution, la place des Barricades, la rue du Gouvernement provisoire et la rue du Congrès ;
- la place de la Liberté, d'où rayonnent quatre rues consacrées aux quatre libertés constitutionnelles (liberté de la Presse, des Cultes, d'Association et de l'Enseignement) : rue de la Presse, rue des Cultes, rue de l'Association et rue de l'Enseignement ;
- la place Surlet de Chokier, qui honore la mémoire du premier souverain de Belgique, le régent Érasme-Louis Surlet de Chokier désigné par le Congrès national en 1831, avant l'avènement du roi Léopold Ier[1] ;
- la colonne du Congrès, le monument Charles Rogier, la statue de la Brabançonne.

## Historique
La statue de la Brabançonne est la réplique en bronze d'une statue en stuc élevée provisoirement sur la Grand-Place de Bruxelles pour célébrer la Joyeuse Entrée des souverains Albert Ier et Élisabeth le 22 novembre 1918.
Le monument, qui avait frappé les esprits, est le seul des huit monuments provisoires élevés à l'occasion de cette Joyeuse Entrée à avoir été pérennisé en étant coulé dans le bronze.
Mais ce n'est qu'à l'approche du centenaire de l'indépendance de la Belgique que le projet vit le jour, porté par un comité qui lança une souscription publique,.
La statue a été sculptée en 1930 par Charles Samuel, et coulée par la Compagnie des Bronzes de Bruxelles et le monument a été inauguré le 16 novembre 1930.

## Description
Le monument est constitué d'une statue en bronze patiné de vert figurant la Brabançonne sous les traits d'une jeune femme chantant et arborant fièrement un drapeau sur lequel est figuré le lion belge.
La semelle de la statue de bronze porte la signature du sculpteur (Ch. Samuel) ainsi que la mention de la fonderie, la Compagnie des Bronzes de Bruxelles.
Le piédestal en pierre bleue, réalisé par René Gillion, porte sur sa face avant « les paroles du début de la troisième version de la Brabançonne » :
À toi nos cœurs, à toi nos bras.

À toi notre sang, ô Patrie !

Onze Ziel en Ons Hart Zijn U Gewijd.

Anvaardt de Kracht en het Bloed

La face arrière du piédestal mentionne la souscription publique qui a financé l'érection du monument :
Septembre - 1930

Opgericht door Openbare Inschrijving

|  |  |

## Accessibilité
| ___ | Ce site est desservi par la station de métro : Madou. |